# 湯世昌
湯世昌（?—?），字其五，號對松，浙江仁和（今屬杭州市）人，中國清朝官員。
湯世昌為乾隆十六年（1751年）進士，選庶吉士，散館授編修。任工科給事中。乾隆二十五年（1760年）二月，與滿洲人寶麟分任漢、滿巡視台灣監察御史，同年五月返京。後降山東道監察御史。著有《嘉藻堂詩集》。